# Eerste Nederlandse Systematisch Ingerichte Encyclopaedie

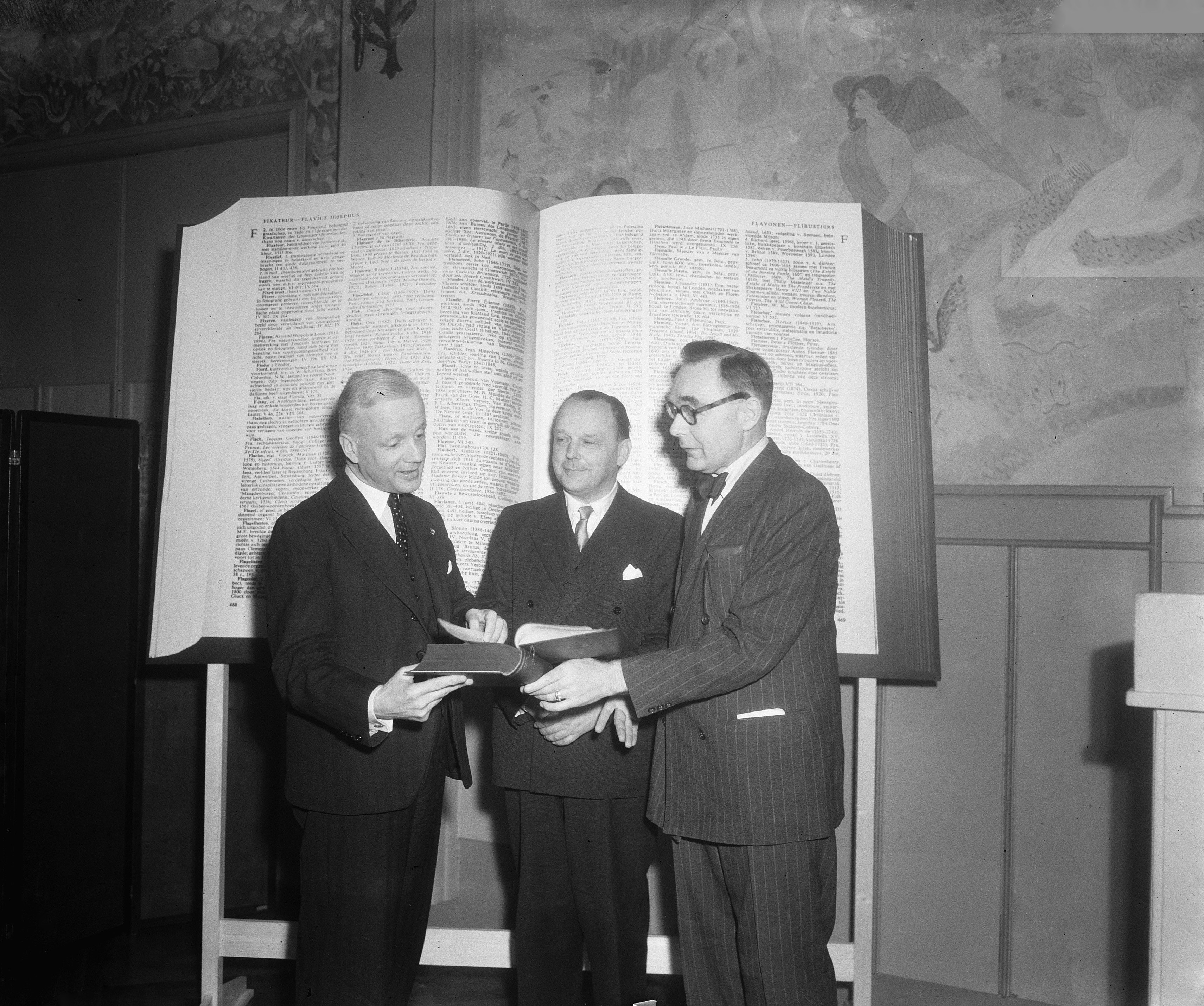
Uitreiking in 1952 van het laatste deel van de encyclopedie aan de Amsterdamse burgemeester d'Ailly. Van links naar rechts de burgemeester, secretaris-generaal van het departement van het ministerie van Onderwijs, Kunsten en Wetenschappen Hendrik Jan Reinink en prof. Hendrik Kramers

De Eerste Nederlandse Systematisch Ingerichte Encyclopaedie (E.N.S.I.E. of Ensie)  is een Nederlandstalige encyclopedie die in twaalf delen tussen 1946 en 1960 verscheen. De Ensie stond onder redactie van Hendrik Pos, Jan Romein, Hendrik Kramers, Oene Noordenbos, Siegfried Thomas Bok en anderen. De typografie was in handen van Jan van Krimpen.

## Totstandkoming
Tijdens het bezettingsjaar 1943 werden de eerste concrete plannen gemaakt om een systematische ingerichte Nederlandse encyclopedie te maken. Verschillende hoogleraren en andere academici in het land waren zich bewust van de kennis die mogelijk verloren ging door de Tweede Wereldoorlog. De toenmalige Amsterdamse Boek- en Courantmaatschappij N.V. benaderde in 1943 Jan Romein om de redactie van de nieuwe encyclopedie onder zijn hoede te nemen. Romein weigerde aanvankelijk, maar stelde voor om zijn collega’s Pos en Noordenbos hiervoor aan te spreken. Beiden waren bereid om deel te nemen in de redactie. Professor Pos stelde echter de voorwaarde dat hij alleen zou meewerken als de redactie zou worden aangevuld met Kramers, voor de exacte wetenschappen, en Romein, voor de historische wetenschappen. Laatstgenoemde kwam terug op zijn eerdere besluit en zo ontstond de eerste redactie van de E.N.S.I.E.
Vanaf het eerste deel in 1946 tot het laatste deel in 1950 heeft het grofweg 230.000 arbeidsuren gekost om de gehele E.N.S.I.E. reeks te voltooien. Naar schatting is voor het drukken rond de 41 miljoen gram lood (41 duizend kilo) gebruikt en zijn in totaal ongeveer 6.662.000 vellen papier bedrukt, die, wanneer men ze alle naast elkaar zou leggen, een oppervlakte van ongeveer 5.500.000 vierkante meter (5,5 vierkante kilometer) zouden beslaan.

## Indeling
Waar de meeste encyclopedieën een alfabetische volgorde van onderwerpen kennen, behandelt de E.N.S.I.E. ze systematisch, dat wil zeggen met een logische opbouw in ieder kennisgebied.
De delen I tot en met IX vormen de eigenlijke encyclopedie, X, XI en XII zijn alfabetische ingangen en aanvullingen. Samen nemen de twaalf delen zo'n halve meter plankruimte in. De volgende delen zijn verschenen:
| Deel | Blz. | Redactie                                                                     | Datum | Hoofdstukken |
| ---- | ---- | ---------------------------------------------------------------------------- | ----- | --- |
| I    | 607  | Harmen de Vos, Philip Kohnstamm                                              | 1946  | Wijsbegeerte; Godsdienst; Psychologie; Opvoeding en Onderwijs |
| II   | 579  | Anton Reichling, Jan Samuel Witsen Elias                                     | 1947  | Taal en Letterkunde; Beeldende kunsten; Muziek; Dans, Toneel, Film |
| III  | 526  | H.A. Enno van Gelder, Jakob Pieter Kruijt, Jan van den Brink, Johan Valkhoff | 1947  | Geschiedenis; Sociologie; Volkenkunde; Volkskunde en -kunst; Sociografie; Economie; Recht, Staat, Politiek |
| IV   | 493  | Jan Albert Prins                                                             | 1949  | Wiskunde; Natuurkunde; Scheikunde; sterrenkunde |
| V    | 452  | Berend Escher, A.N.J. den Hollander                                          | 1948  | Geodesie en Cartografie; Geofysica; Geologie; Oceanografie; Meteorologie; Biosfeer; Mens, Aarde en Wereldhuishouding |
| VI   | 616  | Cornelis Jakob van der Klaauw, Herman Johannes Lam, George Lignac            | 1949  | Biologie; Anthropologie; Geneeskunde; Farmacie |
| VII  | 541  | Gerrit Krediet, Jan Baert, Jac. Bot, Salomon Kleerekoper                     | 1950  | Diergeneeskunde; Landbouw, Veehouderij, Bosbouw, Visserij, Jacht, Mijnwezen; Nutsbedrijven, Verkeer, Publiciteit, Radio, Televisie, Handel, Bankwezen en Verzekeringswezen; Statistiek, Toegepaste bedrijfseconomie, Economische en sociale politiek, Planning |
| VIII | 666  | H. Steketee, J.J. Ochtman                                                    | 1950  | Techniek |
| IX   | 670  | Jac. Bot, Robert James Forbes                                                | 1950  | Waterbouwkunde en wegenbouw; Burgerlijke bouwkunde; Verzorgende technieken en ambachten; Levensvormen en vrije tijd; Oorlog en oorlogvoering; Uitvindingen en ontdekkingen; Wetenschappelijk onderzoek                                                         |
| X    | 1366 | Werner Cahn                                                                  | 1952  | Lexicon en register |
| XI   | 575  | Siegfried Thomas Bok e.a.                                                    | 1959  | Supplement |
| XII  | 264  | Siegfried Thomas Bok e.a.                                                    | 1960  | Supplement Lexicon en Register |

## Gelijknamige website
De website ensie.nl, opgericht in 2012, presenteert zich als de opvolger van de E.N.S.I.E.. Deze website begon als kennisplatform waarop 'deskundigen', onder eigen- of organisatienaam, definitie en betekenis van termen publiceren. De Ensie redactie beoordeelt de artikelen. De teksten moeten bondig, objectief en reclamevrij zijn. De verdienmodellen zijn het verkopen van ruimte binnen de site aan bedrijven, het uitgeven van boeken en online lidmaatschappen. De hoofdactiviteit van het huidige Ensie is het digitaliseren van oude encyclopedische werken en woordenboeken.

## Uitgeverij
Naast digitaal aanwezig te zijn, heeft Ensie tevens een uitgeverij van encyclopedische werken. De boeken worden in eigen beheer uitgegeven onder de naam Ensie Uitgeverij. Hier worden boeken uitgegeven over uiteenlopende onderwerpen, die alleen gerelateerd zijn aan de Nederlandse taal.